# 古城镇 (富川县)
古城镇，是中华人民共和国广西壮族自治区贺州市富川瑶族自治县下辖的一个乡镇级行政单位。

## 行政区划
古城镇下辖以下地区：
横山社区、粟江村、茶源村、山田村、高路村、莫家村、秀山村、塘贝村、杨村和大岭村。